# Vestfalski mir
Vestfalski mir, znan tudi kot premirje iz Münstra in Osnabrücka, se nanaša na vrsto političnih dogovorov, ki so končali tridesetletno vojno v Nemčiji (1618 - 1648) in osemdesetletno vojno Nizozemske republike za neodvisnost od Španije (1568 - 1648).
Stranke v pogajanjih so bile: cesar Svetega rimskega cesarstva, kraljevine Španija, Francija, Švedska, dalje Nizozemska republika, knezi Svetega rimskega cesarstva in predstavniki cesarskih svobodnih mest. Najpomembnejše so:
- pogodba med Nizozemsko republiko in Španijo, podpisana 30. januarja in ratificirana 15. maja 1648 v Münstru,
- dve komplementarni pogodbi, podpisani 24. oktobra 1648:
  - v Münstru med cesarjem in Francijo (z njenimi zavezniki) in
  - v Osnabrücku med cesarjem in Švedsko (z njenimi zavezniki).

Mir je priznal enakopravnost na temeljih augsburškega verskega miru tudi kalvinistom. V cesarstvu je uveljavil upravne spremembe, ki so slabile moč cesarja na račun deželnih knezov. Potrdil je ozemeljske osvojitve nekaterih udeležencev vojne. Postal je integralni del ureditve cesarstva.

## O pogajanjih
Poskusov za končanje vojne je bilo od 1634, ko je papež Urban VIII. skušal spraviti Francijo, Španijo in cesarja, veliko. Resna mirovna pogajanja so se začela 1644 v Osnabrücku in Münstru. Mesti sta med seboj oddaljeni 40 km. V Osnabrücku so bili nastanjeni Švedi in nemški protestanti, v Münstru Francozi, Španci, predstavniki cesarja in nemški katoliki. Znotraj pogajalskih taborov je bilo vse polno interesnih skupin, pogajanja so bila vodena razdrobljeno in zapleteno, stališča pogajalcev so se s stanjem na bojišču stalno spreminjala. Ko je bil mir s cesarjem nazadnje podpisan, sta Španija in Nizozemska republika že imeli sklenjen ločen dvostranski sporazum, Franciji je grozila notranjepolitična kriza, maloštevilno švedsko prebivalstvo je bilo utrujeno od bremen vojne, cesar Ferdinand III.pa je bil tik pred katastrofalnim porazom v Pragi.

## Spremembe v ureditvi Svetega rimskega cesarstva
Vestfalski mir je potrdil passavski sporazum iz 1552 in augsburški verski mir iz 1555. Določila, ki se v slednjem nanašajo na luterance, je razširil še na kalviniste (ne pa tudi na druge reformirane veroizpovedi, ki so bile še naprej prepovedane). Vestfalski mir je razveljavil restitucijski edikt iz 1629 in določal, da se zemlja, ki je bila protestantom odvzeta z restitucijskim ediktom, vrne na osnovi lastništva v letu 1624. 
Mir je določal, da se upravni organi v cesarstvu in cesarsko sodišče zasedajo enakomerno s katoliškimi in protestantskimi predstavniki. V verskih zadevah ne odloča več večina glasov, ampak sporazumni dogovor v dveh novih zbornicah državnega zbora: Corpus Catholicum in Corpus Evangelicorum. 
Vestfalski mir je prisilil cesarja k upoštevanju državnega zbora. Cesar ni mogel več izdajati odredb, ne da bi si prej zagotovil podporo knezov. Po drugi strani so stanovi dobili Landeshoheit, pravico, da so na lastno pobudo sklepali zveze med seboj in s silami zunaj cesarstva, če te niso bile usmerjene proti cesarju ali državi.
Vestfalski mir je postal eden od temeljih zakonov cesarstva. Za njegovo izvajanje so jamčile zmagovite sile. V praksi je ostal temelj politične ureditve Evrope vse do francoske revolucije.

## Ozemeljske pridobitve držav
Ozemeljske pridobitve držav so šle večinoma na račun cesarstva. Vendar je spretni avstrijski pogajalec Maksmilijan von Trauttmansdorff odstopal le cesarska ozemlja, ki niso bila neposredno pod habsburško oblastjo. Izjemi sta bili le južna Alzacija, ki jo je dobila Francija, in Lužice, ki pa so jih Habsburžani med vojno itak prodali Saški v zameno za vojaško podporo proti Palatinatu in Češki.
Ozemeljsko izgubo je utrpel tudi Palatinat. Friderikovemu sinu Karlu I. Ludviku je ostal le Spodnji Palatinat (Rheinpfalz), ki pa je bil od vojne popolnoma uničen in ni nikdar več dosegel nekdanjega sijaja. Spodnji Palatinat je dobil osmi volilni glas v državnem zboru cesarstva.
Bavarska je dobila Zgornji Palatinat. Ostal ji je tudi volilni glas (četrti), ki ga je 1623 odvzela Palatinatu.
Saška je obdržala Lužico.
Mecklenburgu je pripadla škofija Schwerin z Ratzeburgom.
Brandenburg je dobil Vzhodno Pomorjansko (Hinterpommern), škofije Cammin, Minden, Halberstadt ter pravico do nadškofije Magdeburg- Halle. Potrjena je bila suverenost nad vojvodinama Cleves in Ravensberg, ki sta mu pripadali od 1614.
Francija je dobila del Lorene z Breisachom, avstrijski deželni grofiji Zgornjo in Spodnjo Alzacijo, Sundgau, deželno namestništvo nad desetimi cesarskimi mesti v Alzaciji, Pinerolo v severni Italiji. Potrjene so bile posesti škofij in mest Metz, Toul in Verdun, ki jih je prvič pridobila že 1559. Dobljena posestva med seboj niso bila povezana, vseeno pa so bila v nadaljevanju dogodkov strateško zelo pomembna.
Švedska je dobila, poleg 5 milijonov richstälarjev vojne odškodnine, Zahodno Pomorjansko (Vorpommern), Szczecin, Rügen, Usedom, Wollin, Wismar ter škofiji Bremen in Verden. Dobili so nadzor nad izpostavami na rekah Laba, Odra in Weser, ki so jim omogočale pregled nad pretokom trgovine v severni Nemčiji.
Švicarski konfederaciji in Nizozemski republiki je bila priznana neodvisnost. Nizozemska je smela ohraniti vse prekomorske kolonije, ki so šle večinoma na račun Portugalske.